# Дева Стейдиъм
Дева Стейдиъм е футболен стадион в Честър, Англия. На този стадион, своите домакински срещи провежда отбора от Втора лига - Честър Сити.
Стадионът е построен през 1992 и е първият стадион, който отговаря на всички условия за безопасност според доклада на Тейлър, създаден след инцидента на стадион Хилсбъроу през 1989. Капацитетът на игрището е 6000 души.